# Тирански университет
Тиранският университет (на албански: Universiteti i Tiranës) е държавен университет и най-големият в Албания. Основната сграда е планирана от италианския архитект Джерардо Босио в началото на 1940 г. Разположена е на площад „Майка Тереза“, южно от центъра на Тирана.
Основният език на преподаване е албански, но има редица факултети по чужди езици, които се провеждат на английски, френски, гръцки, италиански, испански, немски, китайски и други езици.

## История
Университетът в Тирана е основан през 1957 г. като Държавен университет в Тирана, чрез сливането на пет съществуващи висши института, най-важният от които е Институтът на науките, основан през 1947 г. Веднага след смъртта на Енвер Ходжа през 1985 г., университетът е преименуван на Тирански университет Енвер Ходжа, като това име носи до 1992 г.

## Академичност
Университетът е най-големият и най-високопоставеният в Албания. Той включва 8 колежа, 50 академични катедри и 41 учебни програми и специалности. Повечето програми се предлагат в Тирана. Няколко по-малки свързани кампуси са разположени в други албански градове, включително Саранда в южната част на страната и Кукес в северната част. Предлага се тригодишен бакалавър, едногодишен или двугодишен магистър и от три до петгодишни докторантури, в съответствие с Болонската система. Сегашният кампус е градски и децентрализиран. Нов голям и централизиран кампус е планиран в югоизточната периферия на Тирана. Студентските общежития са групирани в отделно място, наречено Студентски град (Qyteti Studenti) в югоизточна Тирана. Университетът е най-големият в Албания и сред най-големите в Европа с 35 000 студенти. През 2013 г. колежът приема 95 нови докторанти.